# Гра з вогнем (фільм, 1990)
«Гра з вогнем» — радянський двосерійний художній фільм 1990 року, знятий режисером Алеко Нінуа на студії «Сактелефілмі».

## Сюжет
Молода жінка обрала дуже важку роботу, і стала інспектором у колонії дітей, які важко виховувалися. Вона потоваришувала з однією дитиною і намагається, щоб хлопчик не втягувався у чорний світ. Але реальність суворіша і нещадніша. Вона у цій боротьбі за хлопчика гине.

## У ролях
- Торніке Ергемлідзе — Бека
- Вахтанг Панчулідзе — Пачуча
- Гіві Хахідзе — Табу
- Давид Двалішвілі — Апціаурі
- Паліко Нозадзе — Гуло
- Дато Іашвілі — Гела
- Кетеван Пеїкрішвілі — Маро
- Важа Кокрашвілі — Лері
- Лаша Месхі — Гурамі
- Іраклій Кавсадзе — Рамін
- Іраклій Мачарашвілі — Мирзакані
- Ніно Хомасурідзе — Верічка
- Шота Крістесашвілі — Андро
- Каха Берідзе — Блакуча
- Леван Лордкіпанідзе — Буга
- Шота Мсшвеніерадзе — Заза
- Марина Дзнеладзе — роль другого плану
- Георгій Бурджанадзе — Темо
- Гіа Двалішвілі — роль другого плану
- Ніно Нінуа — роль другого плану

## Знімальна група
- Режисер — Алеко Нінуа
- Сценарист — Аміран Чичинадзе
- Оператори — Ілля Вачнадзе, Реваз Цховребадзе
- Композитор — Іраклій Геджадзе
- Художник — Василь Арабідзе